# Olusegun Obasanjo
Olusegun Mathew Okikiola Aremu Obasanjo, GCFR
(/oʊˈbɑːsəndʒoʊ/; ioruba: Olúṣẹ́pistola Ọbásanjọ́ [olúʃɛ̙́ɡũ ɒ̙básandʒɒ̙́]; nascut vers 5 de març de 1937) és un exgeneral d'exèrcit nigerià que fou president de Nigèria de 1999 a 2007. Un Nigerià d'ascendència ioruba, Obasanjo era un soldat de carrera abans de servir dues vegades com el cap d'estat de la seva nació, com a governant militar del 13 de febrer de 1976 a l'1 d'octubre de 1979 i com a president elegit democràticament del 29 de maig de 1999 a 29 de maig del 2007. De juliol del 2004 a gener del 2006, Obasanjo també va servir com a president de la Unió Africana.
La casa actual seva és a Abeokuta, la ciutat capital de l'estat d'Ogun, on és un noble com a titular dels títols de Balogun del llinatge Owu i Ekerin Balogun del clan egba del país ioruba.

## Primers anys
Ọbasanjọ va néixer a l'estat d'Ogun; i va créixer a Owu (Abeokuta). El primer nom seu, Olusegun, significa "El Senyor és victoriós".
La primera muller d'Obasanjo, Senyora Oluremi (Remi) Obasanjo, és la mare dels seus fills més grans, el més conegut Iyabo Obasanjo-Bello, un exsenador de l'estat d'Ogun.
El 1987, la seva segona muller Lynda va ser treta del seu cotxe per homes armats, i va rebre un tret fatal quan se li va disparar per no moure's prou de pressa.
El 23 d'octubre de 2005 el President va perdre la seva muller, Stella Obasanjo, Primera Dama de Nigèria l'endemà que va tenir una abdominoplastia a Espanya. El 2009 el doctor només identificat com 'AM' va ser sentenciat a un any de presó per negligència a Espanya i condemnat a pagar al seu fill aproximadament 176.000 $.
Obasanjo té molts nens, qui viuen pertot arreu de Nigèria, el Regne Unit i els Estats Units.
El seu fill, Gosa Obasanjo, és Director Principal de Programa de Microsoft.

## Carrera
A l'edat de 21 anys es va allistar a l'exèrcit nigerià el 1958. Va assistir a la formació de sis mesos a l'Officer Cadet School a Aldershot a Anglaterra, i fou després designat com oficial de l'exèrcit nigerià. Fou també entrenat a l'Índia (Defence Services Staff College, Wellington i Indian Army School of Engineering. Va servir a la Primera Àrea a Kaduna Promogut a enginyer en cap de l'exèrcit, va ser fet comandant de la Segona Àrea el juliol de 1967, la qual fou rebatejada 2a Divisió de Reraguarda, i després Ibadan Garrison Organisation. Durant la Guerra Civil Nigeriana, va manar la 3a Divisió de Comando de Marines de l'exèrcit que va conquerir Owerri, posant final a la guerra civil.

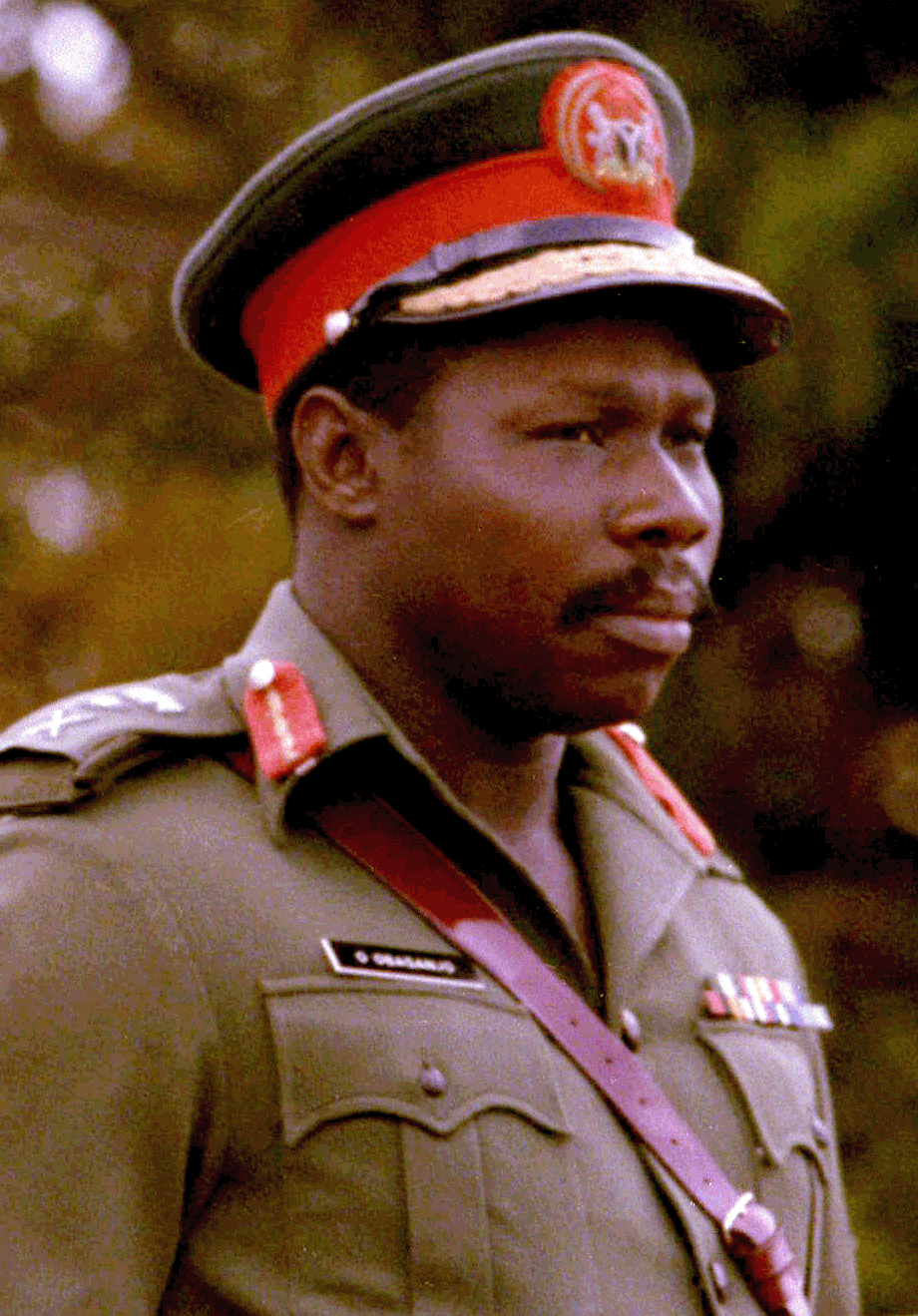
Obasanjo el 1978

Tot i que brigadier, Ọbasanjọ no va participar en el cop militar de 29 juliol 1975, dirigit per Murtala Mohammed, però fet el cop li va donar suport i va ser anomenat per Murtala ajudant en el nou govern. Com a cap d'Estat Major del Quarter General, Obasanjo va buscar el consell de Rogerlay d'Akobi i va obtenir el suport de l'exèrcit. El 13 de febrer de 1976, colpistes dirigits pel tinent coronel Dimka, van matar a Murtala i altre personal militar però Obasanjo va poder fugir. La política de seguretat de perfil baixa adoptada per Murtala hi havia permès als colpistes un accés fàcil als seus objectius. El cop va fallar perquè els colpistes no van neutralitzar a Obasanjo i al General Theophilus Danjuma, cap de l'estat major de l'exèrcit i número tres de facto al país. Els conspiradors van fallar en monopolitzar les comunicacions, tot i que foren capaços de prendre l'estació de ràdio per anunciar l'intent de cop.
Obasanjo I Danjuma va establir una cadena de comandament i van restablir la seguretat a Lagos, recuperant el control. Obasanjo va ser nomenat cap d'estat pel Consell Militar Suprem. Mantenint la cadena de comandament establerta per Murtala, Obasanjo va prometrer continuar el programa per la restauració del govern civil el 1979 i portar endavant el programa de reforma per millorar la qualitat del servei públic.

Amb el President Jimmy Carter a Lagos, 1978

La segona constitució republicana, la qual va ser adoptada el 1979, era modelada a partir de la Constitució dels Estats Units, amb provisió per un President, Senat, i Cambra de Representants. El país es va preparar per eleccions locals, i tot seguit per eleccions nacionals, per retornar Nigèria al govern civil.

## Boom del petroli
Els règims militars de Murtala i Obasanjo es van beneficiar d'ingressos del petroli que van augmentar 350 per cent entre 1973 i 1974, quan el preu es va disparar, i 1979, quan l'exèrcit va fer un pas enrere. Va augmentar ingressos permetent al govern gastar en infraestructures i millores a gran escala; els crítics van pensar que estava mal planejat i concentrat massa en nuclis urbans. El boom del petroli es va aturar per una recessió el 1978-79, però els ingressos van rebotar fins a mitjan 1981.
El govern va planejar reubicar la capital federal de Lagos a Abuja, una ubicació més central a l'interior del país. Va voler animar el desenvolupament industrial a l'interior i alleujar la congestió a l'àrea de Lagos. Abuja va ser escollida perquè no va ser identificat amb cap grup ètnic particular.
Olusegun Obasanjo durant el seu mandat de 1999 a 2007 fou Ministre de Petroli.

## Indústria
La industrialització, que hi havia crescut a poc a poc després de la Segona Guerra Mundial i de la guerra civil, va explotar als anys 1970, malgrat molts constrenyiments d'infraestructures. El creixement era particularment pronunciat en la producció i assemblatge de béns de consum, incloent-hi assemblatge de vehicles, i la fabricació de sabó i detergents, begudes toves, farmacèutiques, cervesa, pintura, i materials de construcció. El govern va invertir fortament en infraestructura de 1975 a 1980, i el nombre de "parastatals" —conjuntament govern i companyies privades— van proliferar. Els decrets de Promoció d'Empreses nigerians de 1972 i 1977 van animar el creixement d'una classe mitjana indígena.
La inversió pesada va ser planejada en la producció d'acer. Amb assistència soviètica, un molí d'acer va ser desenvolupat a Ajaokuta a l'estat de Kogi, no lluny d'Abuja. L'agricultura i projectes associats generalment van declinar, tot i que el govern va emprendre projectes de reg a garn escala en els estats de Borno, Kano, Sokoto i Bauchi amb el suport del Banc Mundial.

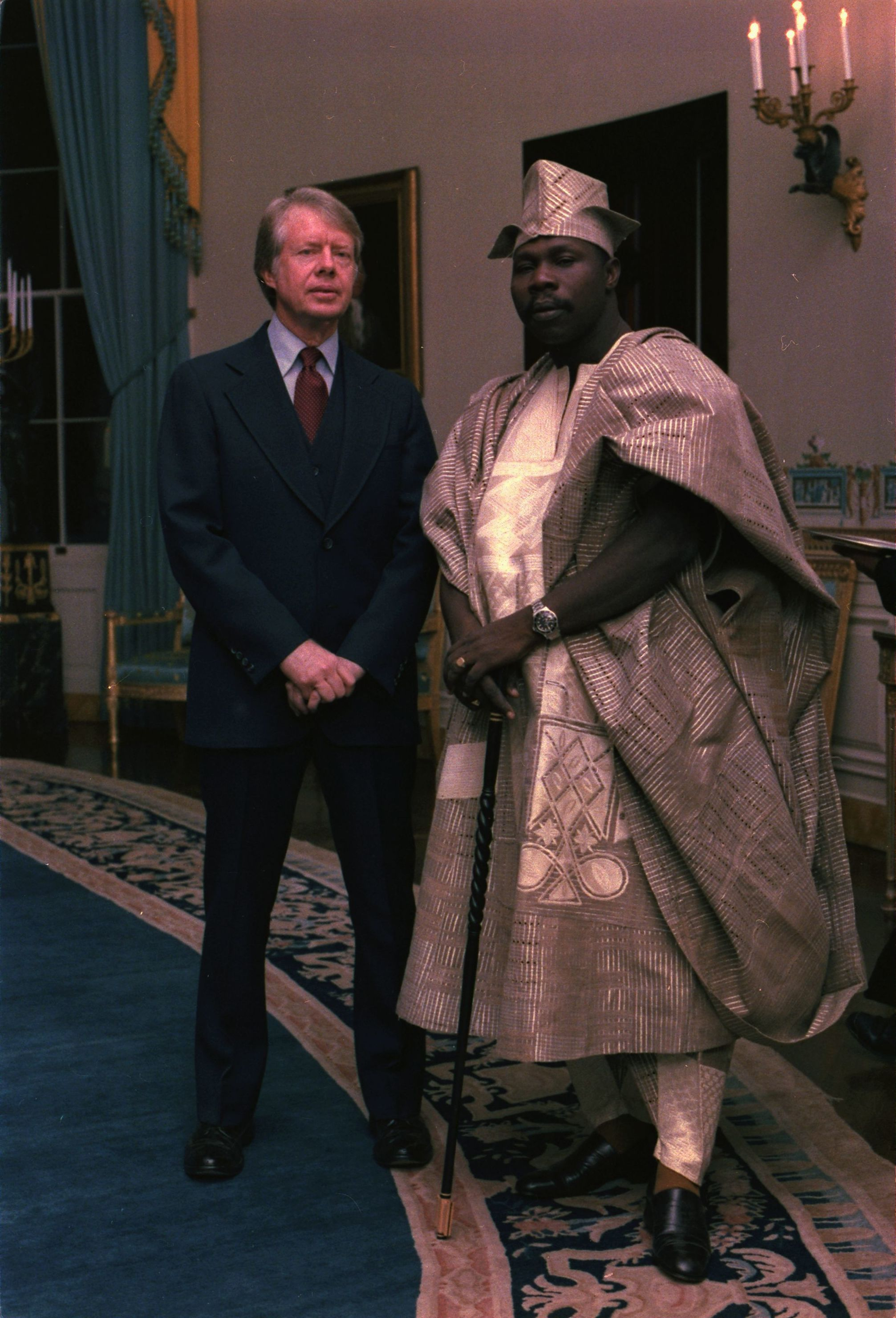
Obasanjo i Jimmy Carter

Els ingressos del petroli van portar a un augment de l'ingrés per capita, especialment per la classe mitjana urbana. La inflació, particularment en el preu d'alimentari, va promoure la industrialització i l'expansió de la producció agrícola. Amb el govern animant collites alimentàries, l'exportació tradicional —cacauets, cotó, cacau i productes de palma— van declinar en importància fins a deixar de per ser importants totalment. Les exportacions de Nigèria van esdevenir dominades pel petroli.

## Revolució verda
El govern es va embarcar en una "Revolució Verda", distribuint llavors i fertilisants a pagesos per augmentar la productivitat en agricultura.

## Educació
L'educació també es va expandir ràpidament. A l'inici de la guerra civil, hi havia només cinc universitats, però el 1975 el nombre havia augmentat a tretze, amb set més establert els següents anys. El 1975 hi havia 53.000 estudiants universitaris. Avenços similars van ser fets en l'expansió en educació primària i secundària, particularment en aquells estats del Nord més endarrerits. Durant el règim d'Obasanjo l'educació Primària universal va ser introduïda a tot Nigèria.

## Repressió política
Obasanjo fou també acusat de ser responsable de repressió política. Un cas particular fou el del músic nigerià i activista polític Fela Kuti que va ser assaltat i cremat completament després que un membre del seu grup va estar implicat en un altercat amb personal militar. Fela i la seva família va ser colpejada i violada i la seva mare, l'activista política Funmilayo Ransome Kuti, va ser morta en ser llençada d'una finestra. El seu taüt va ser portat a la caserna d'Obasanjo com a protesta contra la repressió política.

## Transició a democràcia
L'1 d'octubre de 1979, Obasanjo va entregar el poder a Shehu Shagari, un civil democràticament elegit president, esdevenint el primer cap d'estat militar a transferir poder pacíficament a un règim civil a Nigèria. A final de 1983, l'exèrcit va agafar el poder un altre cop; el General Muhammadu Buhari i el General Idiagbon van donar un cop d'estat, però el General Babangida el va enderrocar el 1985.

## Carrera més tardana i segona presidència
Durant la dictadura de Sani Abacha (1993–1998), Obasanjo va parlar fora contra els abusos de drets humans del règim, i va ser empresonat per participació al·legada en un cop avortat basat en testimonis obtinguts sota tortura. Va ser alliberat només després que Abacha va morir sobtadament el 8 de juny de 1998. Mentre era presó, Obasanjo esdevenia altre cop cristià.

### Primer terme

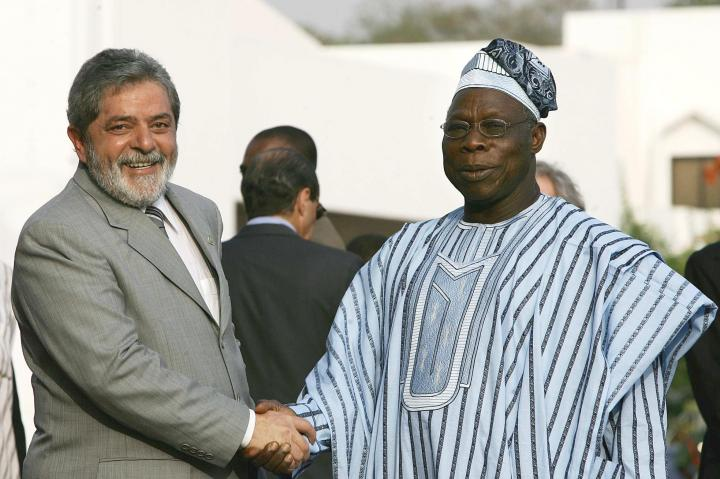
Olusẹgun Obasanjo i el President de Brasil, Luiz Inácio Lula da Silva, el 2005

En les eleccions de 1999, les primeres en setze anys, Obasanjo va decidir optar a la presidència com el candidat del partit Democràtic Popular (PDP). Obasanjo va guanyar amb el 62.6% del vot, escombrant en les zones fortament cristianes del sud-est i el nord predominantment musulmà, però perdent a la seva terra, el sud-oest, terra ioruba i cristiana, davant el també ioruba i cristià Olu Falae, l'altre únic candidat. El 29 de maig de 1999, Obasanjo va prendre possessió com a president electe civil de Nigèria després de 16 anys de regla militar; el dia és avui commemorat com a Dia de la Democràcia, i és festiu a Nigèria.
Obasanjo va emprar la majoria del seu primer terme a viatjar a l'estranger. Va tenir èxit en guanyar com a mínim algun suport occidental per enfortir la naixent democràcia nigeriana. Gran Bretanya i els Estats Units, en particular, estaven contents de tenir un aliat africà que era obertament crític dels abusos comesos per Robert Mugabe a Zimbàbue alhora quan moltes altres nacions africanes (incloent-hi Sud-àfrica) agafaven una via més suau. Obasanjo també va obtenir suport internacional pel rol de Nigèria en les missions de pau regionals a Sierra Leone i a Libèria. La comunitat internacional va ser guiada en la seva aproximació a Obasanjo en part per l'estatus de Nigèria com un dels deu productors i exportadors principals de petroli del món així com per pors que l'estat més poblat del continent es veiés objecte de divisions internes afectant el continent sencer.
Alguns oficials públics com el speaker de l'Assemblea Nacional i el president del Senat van ser implicats en conflictes amb el president, qui va haver de combatre molts intents d'impugnació de les dues cambres. Obasanjo va aconseguir sobreviure a tots els intents de deposició i fou reelegit.

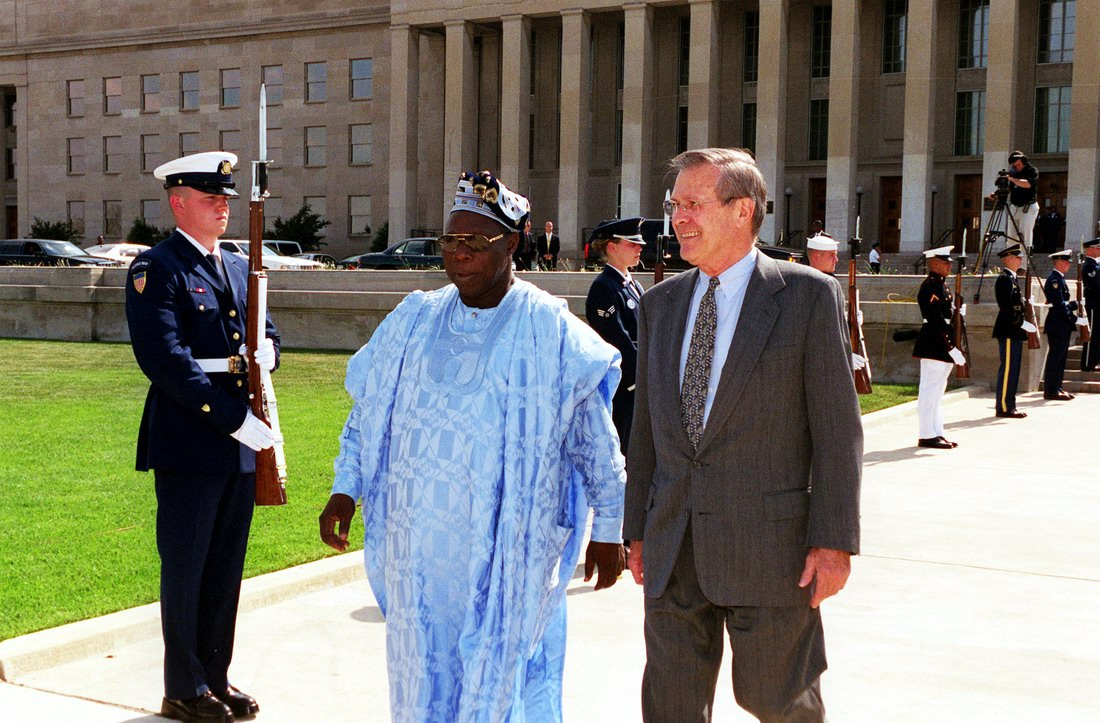
Olusẹgun Obasanjo amb Donald Rumsfeld al Pentàgon

### Segon mandat
Obasanjo fou reelegit en unes eleccions tumultuoses el 2003 que van tenir tons ètnics i religiosos violents; el seu adversari principal, l'exgeneral i expresident Muhammadu Buhari, com a musulmà, va obtenir el seu suport principalment del nord. Amb el 61,8% del vot, Obasanjo va derrotar Buhari per més d'11 milions de vots.
El novembre de 2003, Obasanjo va ser criticat per la seva decisió de concedir asil al president liberià deposat, Charles Taylor.
El 12 de juny de 2006 va signar l'Acord de Greentree amb President camerunès Paul Biya quin formalment posava final a la disputa sobre la península de Bakassi. Fins i tot, encara que el Senat nigerià va passar una resolució que declarava que la retirada de tropes nigerianes de Bakassi era il·legal, Obasanjo va donar l'ordre i va seguir endavant.

### Deute i creixement econòmic pagament
Abans del govern d'Obasanjo el creixement del PIB s'havia alentit dolorosament d'ençà de 1987, i només va pujar un 3 per cent entre 1999 i 2000. Tanmateix, sota Obasanjo l'índex de creixement es va doblar al 6 per cent fins que va deixar el càrrec, ajudat en part per preus de petroli més alts. Les reserves estrangeres de Nigèria van augmentar de 2.000 milions de dòlars el 1999 a 43.000 milions al final del mandat el 2007. Fou capaç d'assegurar el perdó del deute dels clubs de París i Londres que pujava uns 18.000 milions de dòlars i va pagar uns altres 18.000 milions per liquidar el deute. La majoria d'aquests préstecs van ser acumulats en comerç de terme curt durant el període de control del canvi. (Punt de correcció). La majoria d'aquests préstecs es va acumular en part per corrupció però sobretot durant un període 1982-1985 quan Nigèria va operar un règim de control del canvi que posava totes transaccions de canvi en el banc central de Nigèria. El tipus de canvi de la naira al dòlar americà i altres monedes importants durant aquest període era altament regulat i artificialment alt. Els importadors nigerians van pagar l'equivalent de moneda local al banc central a través dels seus bancs comercials locals però durant el període de 1982-86 quan el canvi era escàs, el banc central no va tenir prou canvi per pagar les importacions que es feien. Això va resultar en pagaments a terme curt dels retards en comerç exterior; aquests retards eren aproximadament de 3.000 milions de dòlars cada any entre 1983 i 1986 quan el govern militar nou del General Babangida va deixar fluctuar la naira i les importacions foren després pagades en la base del moment. Nigèria va parar d'acumular pagaments de comerç a terme curt al començament de 1986. Abans de llavors l'acumulació anual fou al voltant de 3.000 milions de dòlars, cosa que va crear el deute estranger per Nigèria. El creixement subsegüent del deute de Nigèria fou a causa dels interessos en l'acumulat d'anys anterior en el deute de comerç de terme curt a causa de agències exportadores de crèdit i creditors no assegurats (Font: CBN Informes Anuals 1983-1986. Aquesta informació va refutar la reclamació que la corrupció era la font del deute exterior de Nigèria; la informació fou subministrada per Osarenren F. Asemota antic CBN Balance of Payement Staff).

### Gabinet (Consell Executiu Federal)

Segell del President de la República Federal de Nigèria

Obasanjo va fer canvis freqüents al seu gabinet de Ministres i Ministres d'Estat durant les seves dues legislatures, i periòdicament va partir o va combinar ministeris.
Va fer un canvi de gabinet important el juny de 2000. El gener de 2001 va dissoldre el seu gabinet, nomenant Mike Umealo el seu escriptor de discursos, qui va rebutjar l'oferta per acceptar un lloc a la Universitat de Leeds per seguir uns estudis de Postgrau de Filosofia. El desembre de 2004 va nomenar 12 ministres nous. El juny de 2005 va reorganitzar el seu gabinet altre cop. El gener 2007 uns quants mesos abans de deixar oficina, va fer tot i així un altre dràstica reorganització.

### Altres oficials
| CARREC                                                    | NOM                                        | TERME        |
| Cap d'Estat Majorl                                        | Major-General Abdullahi Mohammed (Retirat) | 1999–2007    |
| Assessor de Seguretat nacional                            | Tinent General Aliyu Mohammed (Retirat)    | 1999–2006    |
| Assessor especial en Comunicacions                        | Onyema Ugochukwu                           | 1999–2006    |
| Cap Assessor Econòmic i Coordinador Nacional de NAPEP     | Magnus L. Kpakol                           | 2001–2007    |
| Primer Secretari                                          | Doyin Okupe                                | 1999–2002    |
|                                                           | Oluremi Oyo                                | 2002–2007    |
| President, Comissió de Desenvolupament del Delta de Níger | Onyema Ugochukwu                           | 2000–2004    |
|                                                           | Samuel Edem                                | 2005–present |
| President, Comissió de Planificació Nacional              | Abdullahi M. Wali                          | 2003–2007    |
| President, Comissió Nacional d'Esports                    | Bala Bawa Ka'oje                           | 2003–2007    |

### Projecte d'un tercer mandat
Obasanjo es va embolicar en la controvèrsia pel que fa al seu "Tercer Mandat" un pla per modificar la constitució per poder servir un tercer mandat de quatre anys com a President. Això va esvalotar als mitjans de comunicació polítics a Nigèria i la llei no va ser ratificada per l'Assemblea Nacional. Consegüentment, Obasanjo va fer un pas enrere després de les eleccions generals de l'abril del 2007. En una entrevista exclusiva concedida a "Channels Television", Obasanjo va negar la seva implicació en el qual fou anomenat "Agenda del Tercer Mandat". Va dir que fou l'Assemblea Nacional (Nigèria) la que va incloure el possible allargament entre les altres clàusules de la Constitució de Nigèria que havia de ser esmenada, i que ell mai havia jugat amb la idea d'un tercer mandat.
Obasanjo va ser condemnat per polítics importants durant la controvèrsia pel Tercer Mandat. El Senador Ken Nnamani, el president anterior del Senat nigerià va dir que Obasanjo el va informar sobre l'agenda poc després que va esdevenir President del Senat nigerià. “Immediatament que vaig esdeveni President de Senat, em va dir les seves intencions i em va dir com fer-ho. Inicialment no me'l vaig agafar seriosament fins que els esdeveniments van començar a establir-se”. També va insinuar que vuit mil milions de naires va ser gastades per a corrompre legisladors per donar suport a l'agenda. “Com pot algú parlar que no va saber res si els diners van canviar de mans?” va preguntar. Femi Gbajabiamila corroborant el relat de Nnamani però presentant les coses de forma diferent, “Els diners eren al voltant de 10.000 milions de naires. Com podia sortir aquesta quantitat del ministeri d'hisenda nacional per un projecte quan ets el president, si aquest projecte no és la teva pròpia idea? D'on van venir els diners?” En la següent cita, Nnamani va dir que el president George W. Bush va advertir Obasanjo de desistir del seu pla per disputar un tercer mandat: “Si vols quedar convençut que Obasanjo està dient una mentida, agafa una còpia del llibre escrit per Condoleezza Rice, l'exsecretària de Govern dels Estats Units d'Amèrica. És de fet una autobiografia de Rice. A la pàgina 628 o pàgina 638, parla de la reunió d'Obasanjo amb Bush, i com aquest va dir el President americà que volia esmenar la Constitució, de manera que pogués optar a un tercer terme. Per a sorpresa seva, Bush li va dir que no ho aprovava i que si volia ser un patriota havia de deixar el càrrec el 29 de maig de 2007.”

## Postpresidència
Ha esdevingut president del PDP Board of Trustees, posició des de la qual podia controlar nomenaments per posicions governamentals i fins i tot política i estratègia. Com va dir un diplomàtic Occidental, "pretén seure en el seient de passatger que dona consell i a punt d'agafar la roda si Nigèria surt del camí." Va dimitir del càrrec voluntàriament l'abril del 2012. Després es va retirar d'activitats polítiques amb el PDP.
Obasanjo és membre de Club de Madrid, una organització independent sense ànim de lucre creada per promoure la democràcia i el canvi en la comunitat internacional. Els seus membres són anteriors presidents o primers ministres elegits democràticament, més de 100 de més de 60 països.
El març de 2008, Obasanjo fou imputat per un comitè del parlament nigerià per atorgar 2,2 bilions de dòlars en contractes d'energia durant el seu govern de vuit anys, sense procés previst. L'informe mai va ser acceptat pel parlament nigerià a causa de la manipulació del procés sencer pel lideratge del comitè. No hi ha en qualsevolcas cap constància oficial d'una imputació a Obassanjo.
Obasanjo és membre de l'Africa Progress Panel (APP), un grup de deu individus destacats que defensen als nivells més alts un desenvolupament equitatiu i sostenible a Àfrica. Cada any, el grup emet un informe, l'Informe de Progrés de l'Àfrica, que perfila un assumpte d'importància immediata al continent i suggereix un conjunt de polítiques associades. El 2012, l'Informe va destacar assumptes de feines, justícia i equitat. El 2013 informe va fer referència a petroli, gas, i mineria a Àfrica.
Obasanjo fou recentment enviat especial de l'ONU nomenat pel secretari general Ban Ki-Moon, a la conflictiva República Democràtica del Congo. Va tenir reunions separades amb el president Joseph Kabila i el dirigent rebel Laurent Nkunda.

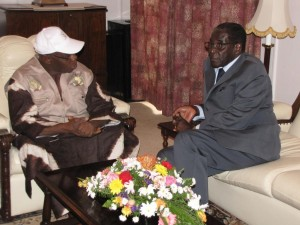
Olusegun Obasanjo visita a Robert Mugabe, president de Zimbàbue, Elecció General 2013

Durant les eleccions de Zimbàbue de juliol del 2013, Obasanjo va encapçalar una delegació d'observadors de la Unió Africana.
El maig de 2014, Obasanjo va escriure al president Goodluck Jonathan demanant per fer de mediador en nom del govern nigerià per l'alliberament de les noies de Chibok retingudes pels militants de Boko Haram.
El 16 de febrer de 2015, va abandonar el partit governant i va estripar la seva targeta d'afiliació durant una roda de premsa.
L'agost de 2021, la Unió Africana va nomenar Olusegun Obasanjo com a alt representant per la pau a la Banya d'Àfrica.